# Rodolfo Bodipo Díaz
Rodolfo Bodipo Díaz (25 d'octubre, 1977) és un futbolista hispano-guineà que juga de davanter. És fill de pare equatoguineà i mare espanyola.
Ha defensat els colors de diversos clubs espanyols com el Recreativo, el Racing de Santander, el Deportivo Alavés, el Deportivo de La Coruyna, l'Elx CF i el Xerez CD.
És internacional amb la selecció de Guinea Equatorial.